# Firmin Abauzit
Firmin Abauzit (Uzès, 12 novembre 1679 – Ginevra, 20 marzo 1767) è stato uno scrittore e teologo francese.

## Biografia
Figlio dei calvinisti Jean e Anne Deville, rimase orfano di padre a due anni e in virtù della revoca, avvenuta nel 1685, dell'editto di tolleranza religiosa di Nantes, il vescovo di Uzès lo fece sottrarre alla tutela della madre per rinchiuderlo nel locale Collegio vescovile perché fosse educato nella fede cattolica.
Fuggito dal collegio nel 1687 grazie all'intervento della madre, visse per due anni con il fratello nascondendosi nei monti delle Cévennes, riuscendo a rifugiarsi nel 1689 nella città protestante di Ginevra, presso il nonno paterno, dove furono raggiunti dalla madre dopo che anch'essa riuscì a evadere dal carcere nel quale era stata rinchiusa a causa della sua complicità nella fuga del figlio. 
Compiuti gli studi nell'Accademia di Ginevra, nel 1698 soggiornò nei Paesi Bassi, dove conobbe Jacques Basnage, Pierre Jurieu e Pierre Bayle, e in Inghilterra, dove frequentò Évremond e Isaac Newton, che trovò in lui uno dei primi ammiratori delle sue scoperte; Abauzit convinse Newton a modificare la sua opinione sull'eclissi osservata da Talete, contenuta nella prima edizione dei suoi Principia.
La sua fama convinse il re Guglielmo III a chiedergli di rimanere in Inghilterra ma Abauzit, di carattere indipendente, preferì tornare a Ginevra, dove dal 1715 fece parte di una commissione incaricata di tradurre il Nuovo Testamento in francese; rifiutata nel 1723 la cattedra di filosofia nell'Accademia di Ginevra, preferì un modesto impiego di aiuto-bibliotecario.
Incredibilmente versatile, si occupò delle più varie discipline: lingue antiche, storia, archeologia, numismatica, epigrafia, geografia – realizzò carte geografiche della Svizzera, dell'antico Egitto e dell'antica Grecia - matematica, scienze naturali, fisica, astrologia, letteratura, filosofia e teologia.
Proprio per la sua vasta erudizione, ebbe numerosi corrispondenti, e ricevette pubbliche lodi dai suoi contemporanei, in particolare da Voltaire e Rousseau.
Resta poco dei suoi scritti: sembra che i suoi eredi ne abbiano distrutto una parte, perché contenente opinioni religiose da loro non condivise. Alcuni articoli di archeologia e di astronomia apparvero nel Journal Helvetique e altrove, contribuì al Dictionnaire de musique, del 1767, di Rousseau, scrisse la voce Apocalisse nell'Enciclopedia di Diderot, mettendo in dubbio l'autorità canonica di quel testo biblico, fece aggiunte alla Histoire de la republique de Genève di Spon.
Nelle sue Réflexions sur les Évangiles, messe all'Indice dei libri proibiti, precorrendo aspetti del moderno pensiero protestante, vide nel Cristianesimo la divulgazione popolare di una religione che dovrebbe essere in realtà naturale e razionale: per Abauzit Dio non può rivelare verità che risultino irrazionali e dogmatiche.

### Opere
- Œuvres, 2 voll., Genève, 1770
- Œuvres diverses, 2 voll., London – Amsterdam, 1770 - 1773

### Studi
- B. Dio, F. Abauzit ou la lumière oubliée, Paris, 2000